# Scotopteryx miljanovskii
Scotopteryx miljanovskii är en fjärilsart som beskrevs av Jaan Viidalepp 1977. Scotopteryx miljanovskii ingår i släktet backmätare, och familjen mätare. Inga underarter finns listade.